# Qiantang Jiang

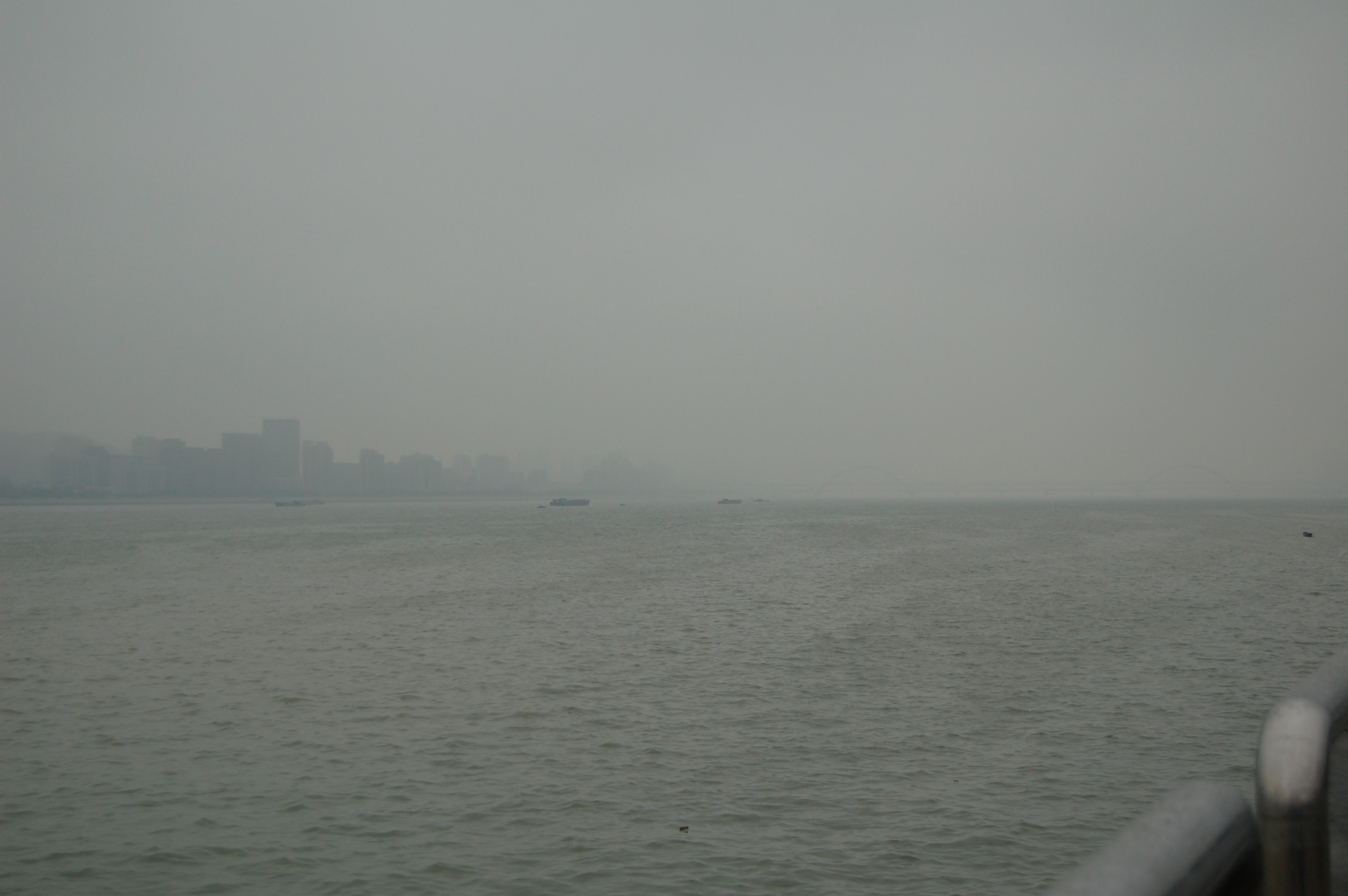
De Qiantang Jiang op een regenachtige dag

De Qiantang Jiang (Chinees: 钱塘江, Hanyu pinyin: qián táng jiāng, Jiang = rivier) is een rivier in het oosten van China. Het is een kronkelende rivier die door het laagland van de provincie Zhejiang stroomt, en de provinciehoofdstad Hangzhou passeert. De Qiantang Jiang is de grootste rivier van Zhejiang. In de oudheid werd de Qiantang Jiang ook Zhejiang genoemd. Hieraan dankt de provincie haar huidige naam. Het stroomgebied van de Qiantang Jiang is een van de bakermatten van de Yuecultuur. De Qiantang Jiang heeft een totale lengte van 688 km. Het stroomgebied beslaat een oppervlakte van 55.600 km², en heeft een regiem van 44,3 miljard m³.

## Vloedbranding
De Qiantang Jiang mondt in zee uit via een ria, een trechtermonding. De monding van de Qiantang Jiang staat bekend om ’s werelds grootste vloedbranding. De getijgolf van de Oost-Chinese Zee die vanuit de Straat van Taiwan via de Zhousan Archipel richting het noorden stroomt, krijgt een versnelling bij de Baai van Hangzhou. De golf beweegt de ría in en vanwege de trechtervormige monding wordt de energie gebundeld. De golf loopt tegen de stroomrichting van de rivier in en komt in botsing met het rivierwater van de Qiantang Jiang. Als gevolg van de botsing en het getijdenverschil kan in de Baai van Hangzhou een golf van wel 9 meter hoog ontstaan. Volgens de Chinese Maankalender kan men elk jaar rond de 18e van de achtste maanmaand de spectaculaire vloedbranding aanschouwen. Die dag was in de oudheid voor veel dichters een bron van inspiratie.

## Brug

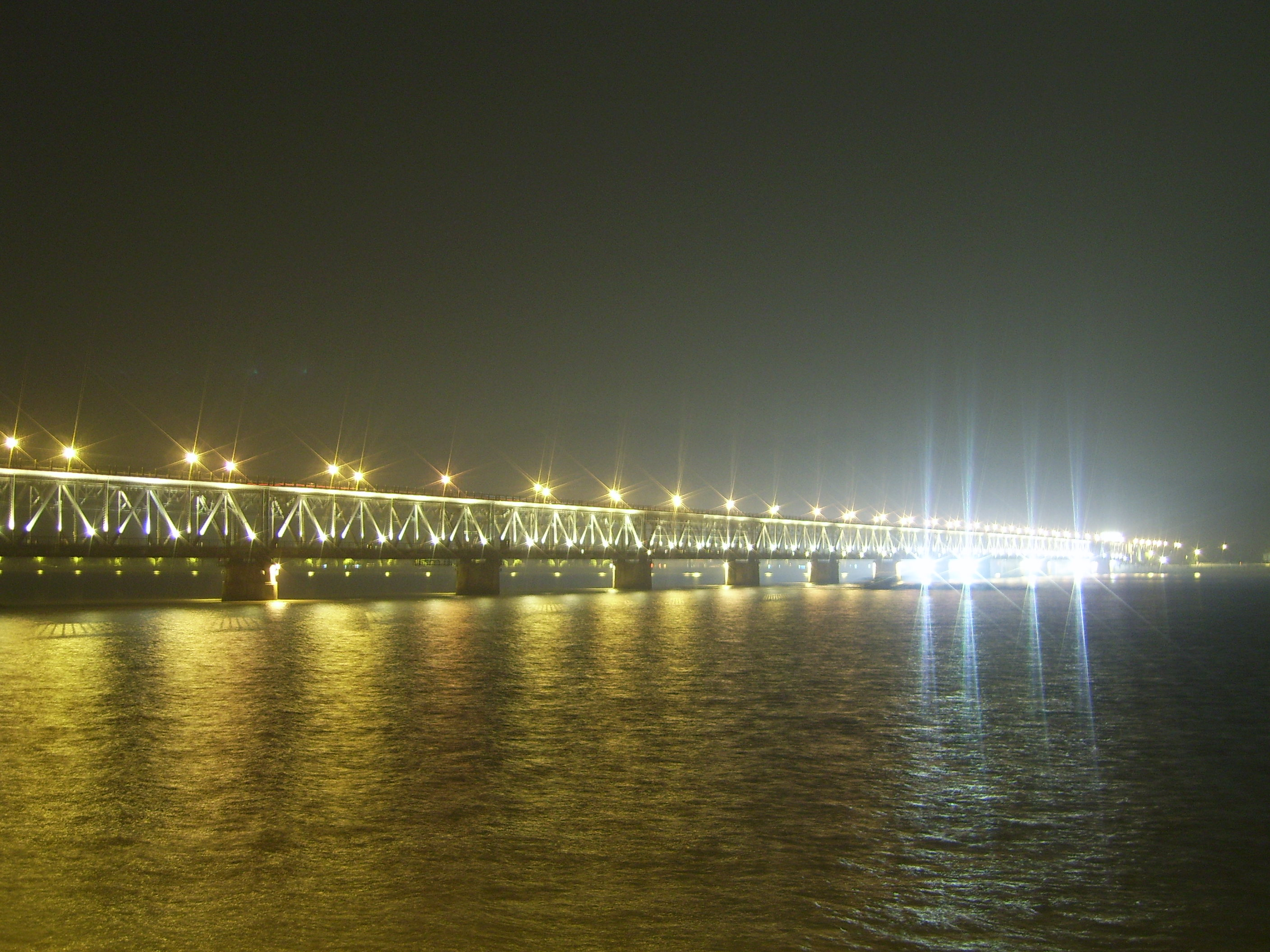
de Qiantang Jiangbrug in Hangzhou

Over de Qiantang Jiang ligt de beroemde Qiantang Jiangbrug in Hangzhou. Toen de brug in de jaren 30 van de 20e eeuw werd gebouwd, was het de eerste stalen brug die in China over een grote rivier werd gespannen.

## Grote kanaal
De Qiantang Jiang was ook het zuidelijke eindstation van het oude Grote Kanaal, dat de vijf grote rivieren van China van noord naar zuid met elkaar verbond. Vanaf de Qiantang Jiang kon men via het Grote Kanaal naar Peking reizen.

## Stuwmeer
In 1959 werd in de rivier een stuwdam aangelegd. Achter de dam ontstond het Qiandaomeer.
- Gemeinsame Normdatei: 4778772-7
- Nationale Bibliotheek van Israël: 987007285520805171
- Virtual International Authority File: 244309056